# نيكولا كاريكا
نيكولا كاريكا (بالبرتغالية: Nicolas Careca‏) هو لاعب كرة قدم برازيلي في مركز الهجوم، ولد في 18 مايو 1997 في برازيليا في البرازيل. لعب مع غريميو بورتو أليغرينزي.

## وصلات خارجية
- نيكولا كاريكا على موقع الاتحاد الأوربي (الإنجليزية)
- نيكولا كاريكا على موقع قاعدة بيانات كرة القدم.إي يو (الإنجليزية)
- نيكولا كاريكا على موقع Soccerbase.com (لاعب) (الإنجليزية)
- نيكولا كاريكا على موقع Soccerway.com (الإنجليزية)
- نيكولا كاريكا على موقع عالم كرة القدم.نت (الإنجليزية)
- نيكولا كاريكا على موقع AS.com (الإسبانية)